# Schmidt Ágoston
Schmidt Ágoston (Ferencfalva, 1845. február 3. – Budapest, 1902. december 31.) piarista matematika-, fizika- és kémiatanár, egyetemi magántanár, Jedlik Ányos tanítványa.

## Élete és munkássága
A gimnázium alsó négy osztályát a Temesvári Piarista Gimnáziumban végezte, és már tizenöt évesen úgy döntött, hogy belép a piarista rendbe. Tanulmányait Kecskeméten, majd Budapesten folytatta.
Tanári pályafutását 1864-ben kezdte. Tanított Magyaróvárott, Selmecbányán, Temesvárott, Kecskeméten, Kolozsvárott és Budapesten. Közben elvégezte a tanárképzőt, ahol Jedlik Ányos tanítványa volt. 1873-ban Rostockban matematikából doktorált.
„Az 1902. évi érettségi vizsgálatokon láttam őt mint tanárt — mondja róla Bartoniek Géza, az Eötvös-collegium érdemes igazgatója — s mondhatom, vizsgálásának módja rendkívül érdekes volt. Egészen az ő egyéniségének nyilatkozása volt minden kérdése: ő örökké spekuláló és általánosító szellem volt s valóságos virtuozitással tudta a kérdéseket úgy feltenni, hogy a kérdezett vizsgálattevő nagy területről volt kénytelen felelni. A részletek nála egészen eltűntek, csak széles kapcsolatban jöttek szóba. Ebből arra következtettem, hogy tanítása a gondolkodó ifjúra rendkívül érdekes lehetett, amennyiben örökös okoskodásra kényszerítette.”

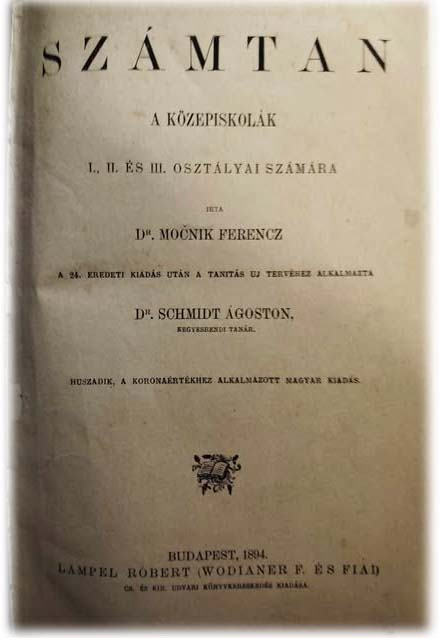
Számtan című tankönyve 1894-ből

1874 és 1879 között magántanárként a kolozsvári egyetemen matematikát tanított. A két matematikai tanszéken akkor ő volt az egyetlen, akinek doktori címe volt. Ugyanis Brassai Sámuel és Martin Lajos autodidakták voltak, doktori címet nem szereztek, csupán díszdoktorai voltak az egyetemnek. Réthy Mór, aki 1874-ben doktorált, akkor a fizika tanszéken tanított. Schmidt Ágoston tartott először órákat az egyetemen számelméletből, komplex függvényekből, lineáris algebrából, analitikus mértanból, elliptikus függvényekből, valószínűségszámításból és matematikatörténetből.
Az 1891-ben alapított Matematikai és Fizikai Társulat egyik alelnöke volt (a másik Kőnig Gyula, elnöke pedig Eötvös Loránd).
Sírja a budapesti Kerepesi temető B. 155-ös parcellájában található.

## Könyvei
- Számtan, Algebra, Geometria és Geometria elemei című könyvek (az osztrák Franz Mocznik munkájának átdolgozása)
- Elemi mennyiségtan
- Algebra polgári iskolák számára (3 kiadás)
- Természettan
- Fizikai földrajz (11 kiadás)